# دهستان نو
دهستان نو (به لاتین: Nõo Parish) یک دهستان در استونی است که در شهرستان تارتو واقع شده‌است.

## نگارخانه

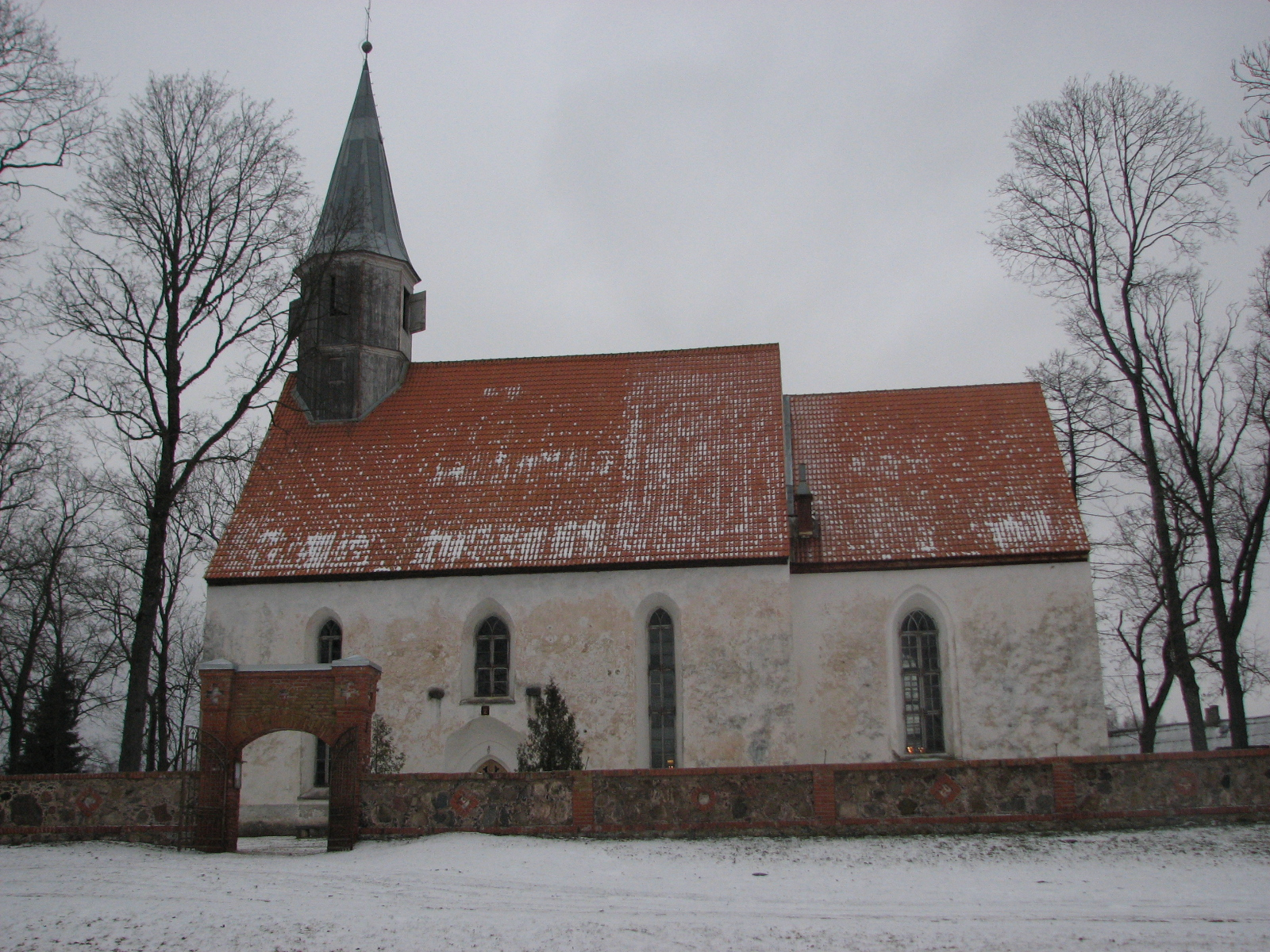
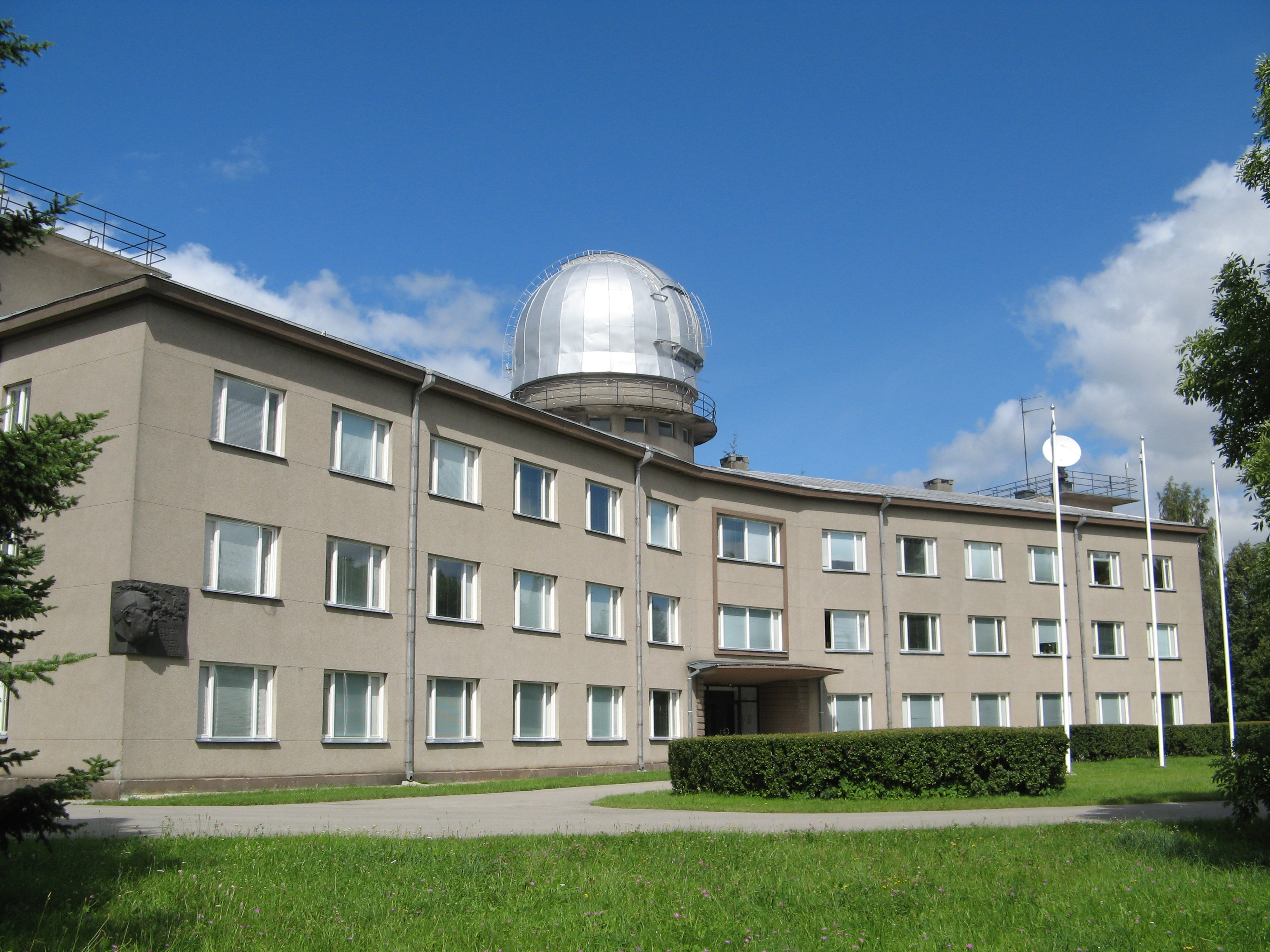
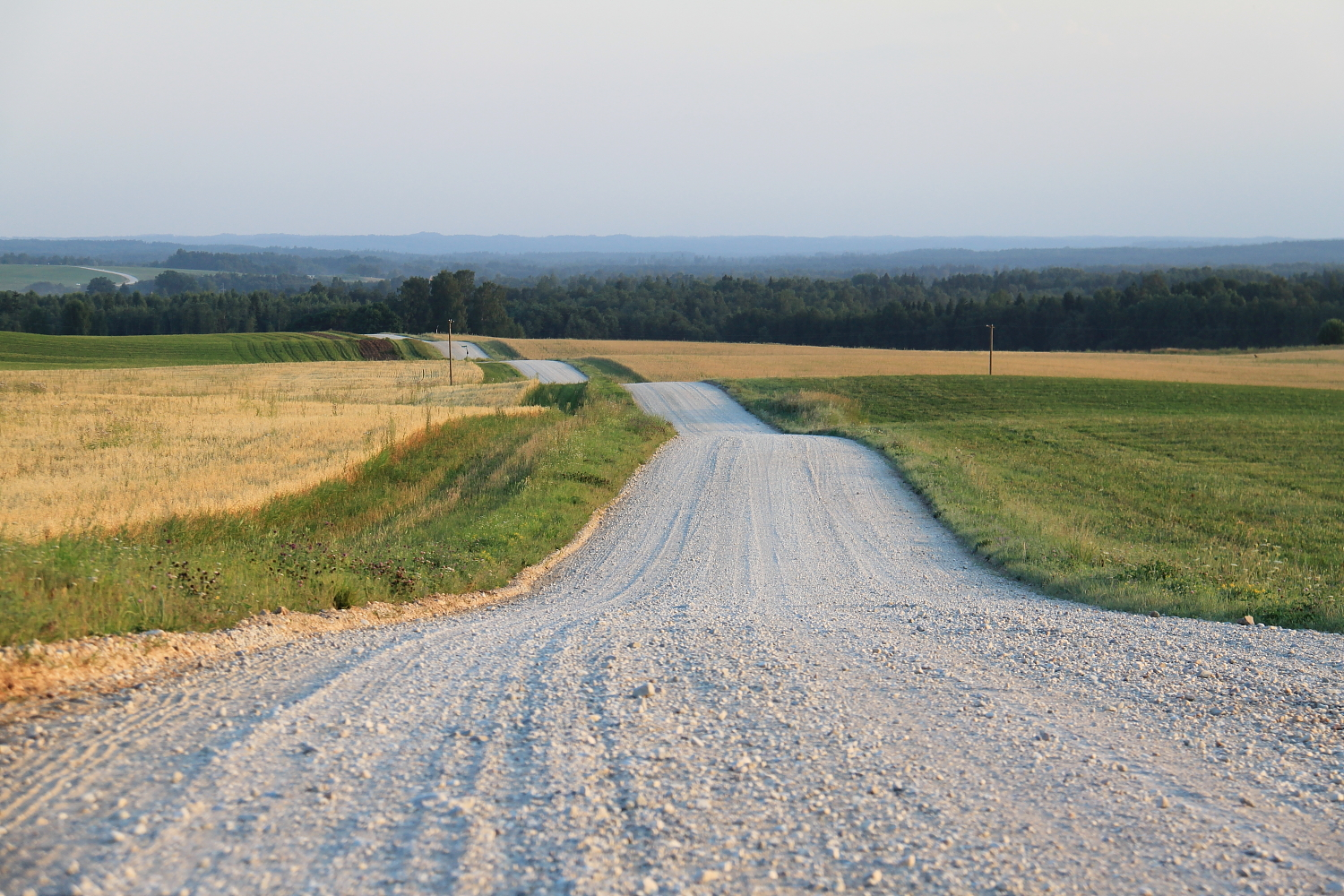
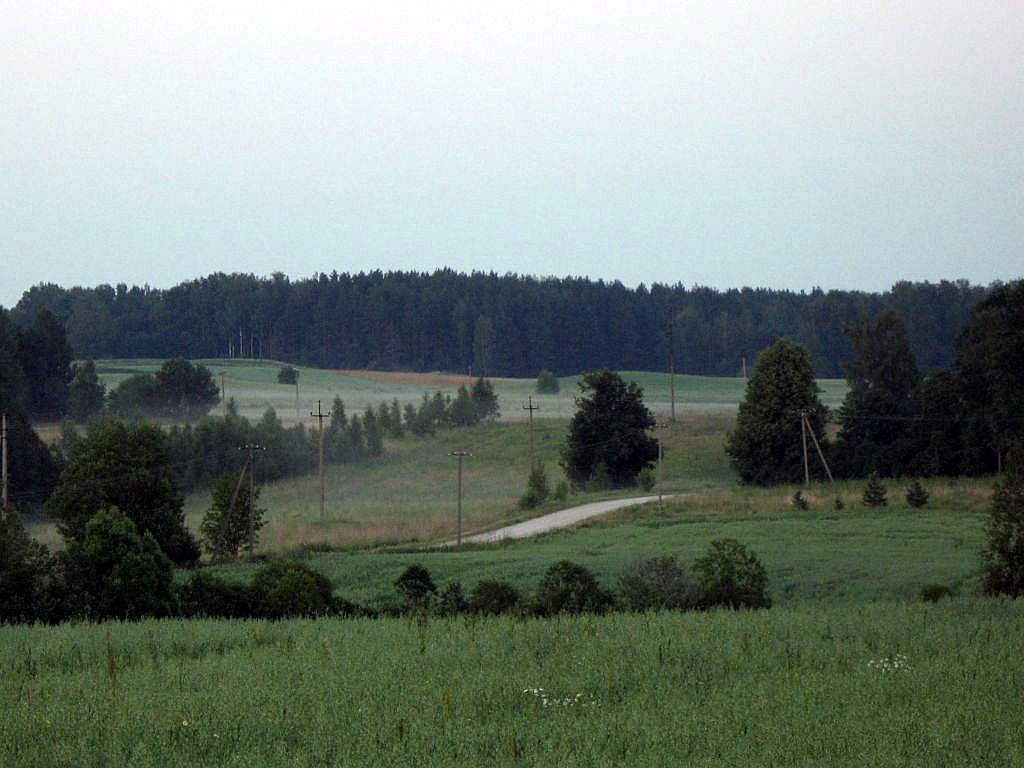